# Karlstadt
Karlstadt ist die Kreisstadt des unterfränkischen Landkreises Main-Spessart und liegt rund 30 Kilometer nördlich von Würzburg im mainfränkischen Weinbaugebiet.
Im mainfränkischen Dialekt heißt Karlstadt Karscht bzw. Karscht am Mee. Die Bewohner werden scherzhaft Flaak bzw. Karschter Flaak genannt.

## Geographie

### Gemeindegliederung
Es gibt 12 Gemeindeteile auf 11 Gemarkungen, die weitgehend den Gebieten der ehemaligen Gemeinden entsprechen.
| Gemeindeteil | Siedlungstyp | Gemarkung          |
| ------------ | ------------ | ------------------ |
| Erlenbach    | Dorf         | Wiesenfeld         |
| Gambach      | Pfarrdorf    | Gambach            |
| Gambach      | Pfarrdorf    | Gainfurter Markung |
| Heßlar       | Pfarrdorf    | Heßlar             |
| Karlburg     | Pfarrdorf    | Karlburg           |
| Karlstadt    | Hauptort     | Karlstadt          |
| Laudenbach   | Pfarrdorf    | Laudenbach         |
| Mühlbach     | Pfarrdorf    | Mühlbach           |
| Rettersbach  | Dorf         | Wiesenfeld         |
| Rohrbach     | Pfarrdorf    | Rohrbach           |
| Stadelhofen  | Pfarrdorf    | Stadelhofen        |
| Stetten      | Pfarrdorf    | Stetten            |
| Wiesenfeld   | Pfarrdorf    | Wiesenfeld         |

### Nachbargemeinden
| Stadt Lohr am Main  | Stadt Gemünden am Main                      | Gemeinden Gössenheim und Eußenheim |
| Gemeinde Steinfeld  | Kompassrose, die auf Nachbargemeinden zeigt | Stadt Arnstein                     |
| Gemeinde Urspringen | Markt Zellingen und Gemeinde Himmelstadt    | Markt Thüngen                      |

## Name

### Etymologie
Das Grundwort im Namen Karlstadt ist das mittelhochdeutsche Wort stat (Stadt). Der Name „Karl“ verweist auf einen der karolingischen Herrscher und wurde von der Ursiedlung Karlburg übernommen.

### Frühere Schreibweisen
Frühere Schreibweisen des Ortes aus diversen historischen Karten und Urkunden:
| - 1219 Karlstat - 1225 Karlestat - 1248 Karlstat | - 1525 Carlstat - 1575 Carolstat - 1747 Carlstadt - 1801 Karlstadt |

## Geschichte

### Vor der Gebietsreform in Bayern
Die erste Erwähnung von Karlburg 742 steht im direkten Zusammenhang mit der Gründung des Bistums Würzburg. Um 1202 erfolgte die Gründung der nahe der Karlburg gelegenen Siedlung Karlstadt durch Bischof Konrad von Querfurt. Das exakte Gründungsdatum ist nicht bekannt. 1277 erfolgt der früheste Nachweis des Stadtsiegels.
Nach dem Bauernkrieg von 1525 wurden am 17. August des Jahres Hinrichtungen und Landesverweisungen von Personen aus der Stadt Karlstadt und dem Amt Karlburg im Auftrag des Fürstbischofs durchgeführt.
Das Oberamt Karlstadt des Hochstiftes Würzburg wurde nach der Säkularisation 1803 infolge des Friedens von Lunéville und durch den Reichsdeputationshauptschluss 1803 dem Kurfürstentum Bayern zugesprochen. Bayern trat im Frieden von Pressburg im Tausch gegen Tirol das Fürstentum Würzburg 1805 an den Erzherzog Ferdinand von Toskana zur Bildung seines Großherzogtums Würzburg ab und dieses fiel dann 1814 nach der napoleonischen Ära endgültig an Bayern.
Im Jahre 1933 lebten 48 Juden in Karlstadt, fünf Familien (namens Freudenberger und Strauß, die in Karlstadt ein Schuhgeschäft und zwei Textilgeschäfte besaßen) davon aus Unterleinach stammend. Am 10. November 1938 wurden jüdische Einrichtungen wie ein Betsaal zerstört, Juden misshandelt und die jüdischen Männer inhaftiert. Juden, die nicht in Konzentrationslager kamen, zogen 1939 nach Würzburg, wo sie dann ebenfalls deportiert wurden. Das Landgericht Karlstadt (älterer Ordnung) war Vorläufer des Landkreises Karlstadt, der 1972 aufgelöst wurde.

### Eingemeindungen
Im Zuge der Gebietsreform in Bayern wurde am 1. April 1971 die Gemeinde Gambach eingegliedert. Am 1. Januar 1978 kam Stetten hinzu. Heßlar, Karlburg, Laudenbach, Mühlbach, Rohrbach, Stadelhofen und Wiesenfeld folgten am 1. Mai 1978.

### Einwohnerentwicklung
Im Zeitraum 1988 bis 2018 stieg die Einwohnerzahl von 14.669 auf 15.004 um 335 Einwohner bzw. um 2,3 %.

## Politik
- Linke/Partei: 1
- Grüne: 5
- SPD: 4
- FW: 6
- CSU: 8

### Stadtrat
Der Stadtrat hat (ohne Bürgermeister) 24 Mitglieder.
|      | CSU | SPD | GRÜNE | FWG | Die Linke/ Die PARTEI | Gesamt   |  |
| 2002 | 10  | 7   | 2     | 5   | —                     | 24 Sitze |  |
| 2008 | 8   | 6   | 3     | 7   | —                     | 24 Sitze |  |
| 2014 | 8   | 5   | 5     | 6   | —                     | 24 Sitze |  |
| 2020 | 8   | 4   | 5     | 6   | 1                     | 24 Sitze |  |

### Bürgermeister
Michael Hombach (CSU) ist seit 1. Mai 2020 Erster Bürgermeister; dieser wurde in der Stichwahl vom 29. März 2020 mit 58,7 % der Stimmen gewählt. Sein Vorgänger war von Mai 2008 bis April 2020 Paul Kruck (Freie Wählergemeinschaft).

### Wappen
| Wappen von Karlstadt | Blasonierung: „Geviert von Blau und Silber, in 2 und 3: eine rote heraldische Lilie“ |
| Wappen von Karlstadt | Wappenbegründung: Als das Bistum Würzburg 741/42 gegründet wurde, kam Karlburg, ein karolingischer Königshof, an das Hochstift. Um 1200 gründete der Würzburger Bischof Konrad von Querfurt (1198 bis 1202) Karlstadt, die Befestigung war um 1300 vollendet. Aus dem Jahr 1277 sind Abdrucke eines Siegels überliefert mit einem sitzenden Mann, bekrönt mit einer Laubkrone, der in der Rechten ein Schwert und in der Linken einen gesenkten Stab hält. Im zweiten Siegel, das um 1300 entstanden ist, wird die Bedeutung des Mannes als Kaiser Karl der Große durch eine größere Krone und ein lilienbestreutes Feld noch stärker betont. Im 18. Jahrhundert wird er auch stehend dargestellt. Er galt von jeher als Gründer und Namengeber der Stadt. Das von Blau und Silber gevierte Wappen taucht erstmals 1544 auf, als Variante des Hochstiftsfähnleins von Würzburg. In der Bürgermeistermedaille von 1819 steht erstmals in den silbernen Feldern je eine Lilie als Hinweis auf Kaiser Karl den Großen. Seitdem wird das Wappen in dieser Form verwendet. Das Wappen wird seit dem 13. Jahrhundert geführt. |

### Partnerstädte
- Cuckfield (West Sussex, Vereinigtes Königreich)
- Mühlbach (Pustertal, Südtirol, Italien)
- Querfurt (Sachsen-Anhalt, Deutschland)
- Maen Roch, früher Saint-Brice-en-Coglès (Bretagne, Frankreich)

## Baudenkmäler

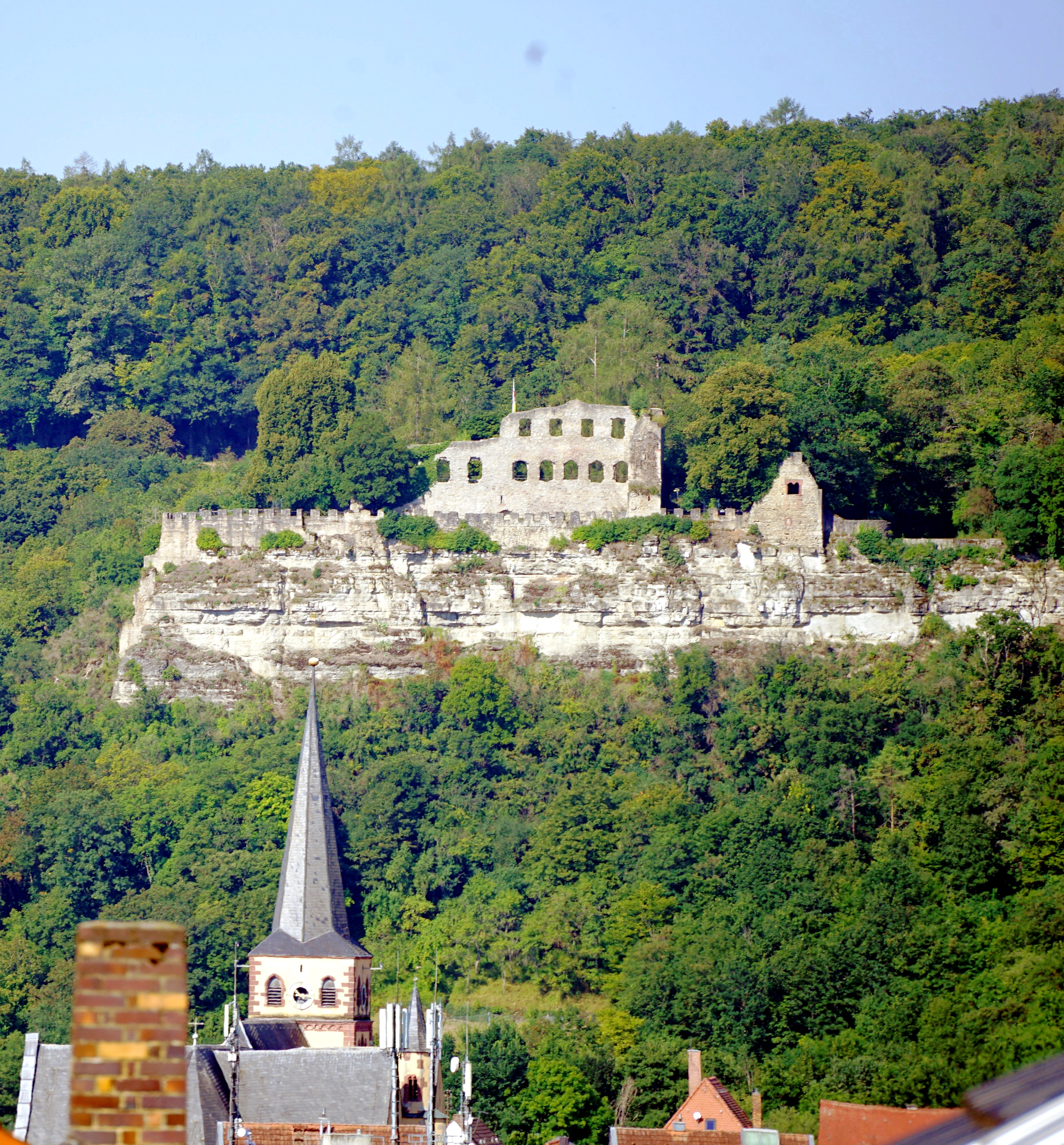
Karlstadt, die Karlsburg am anderen Mainufer
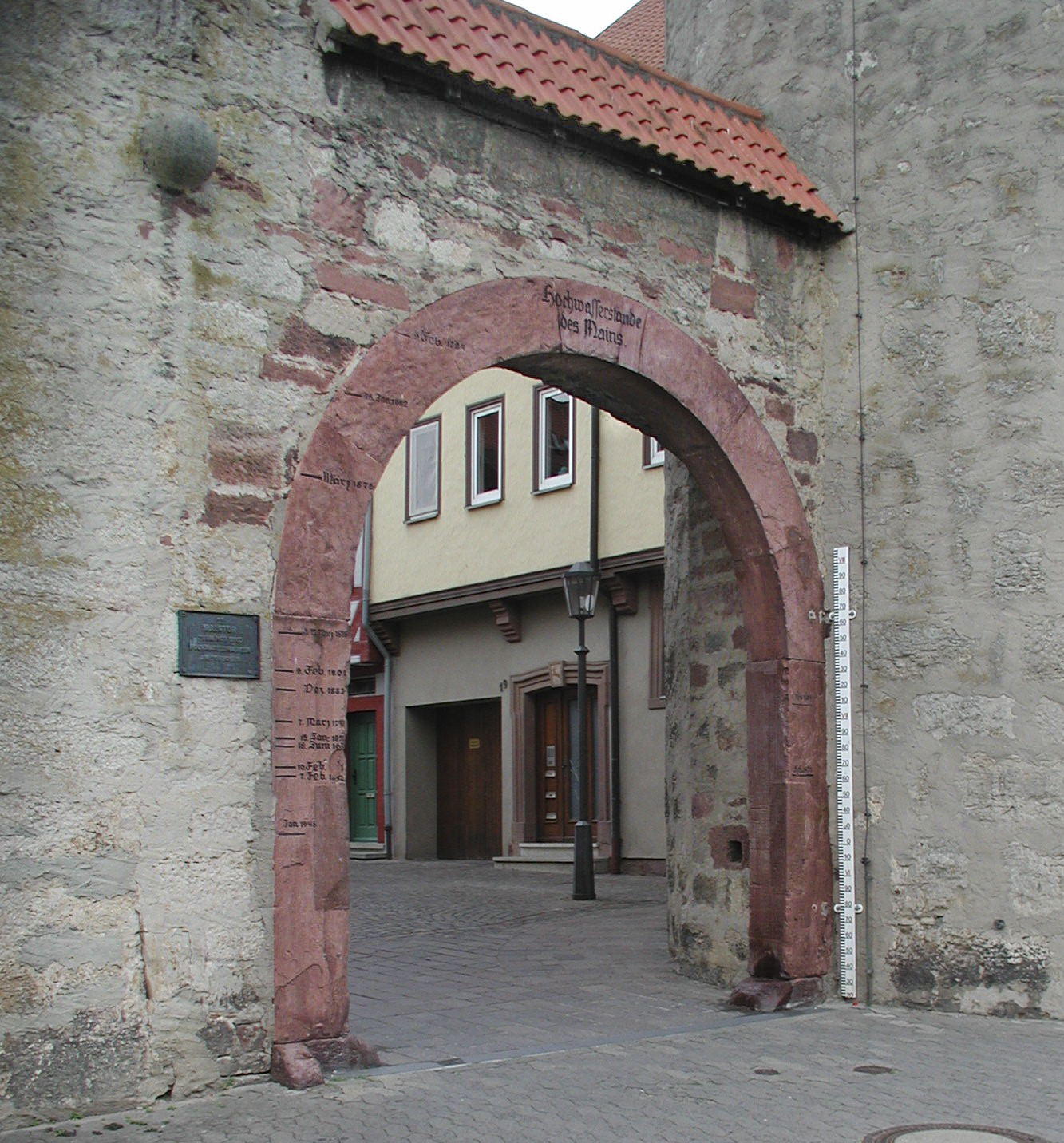
Karlstadt, Maintor mit Hochwasserpegel
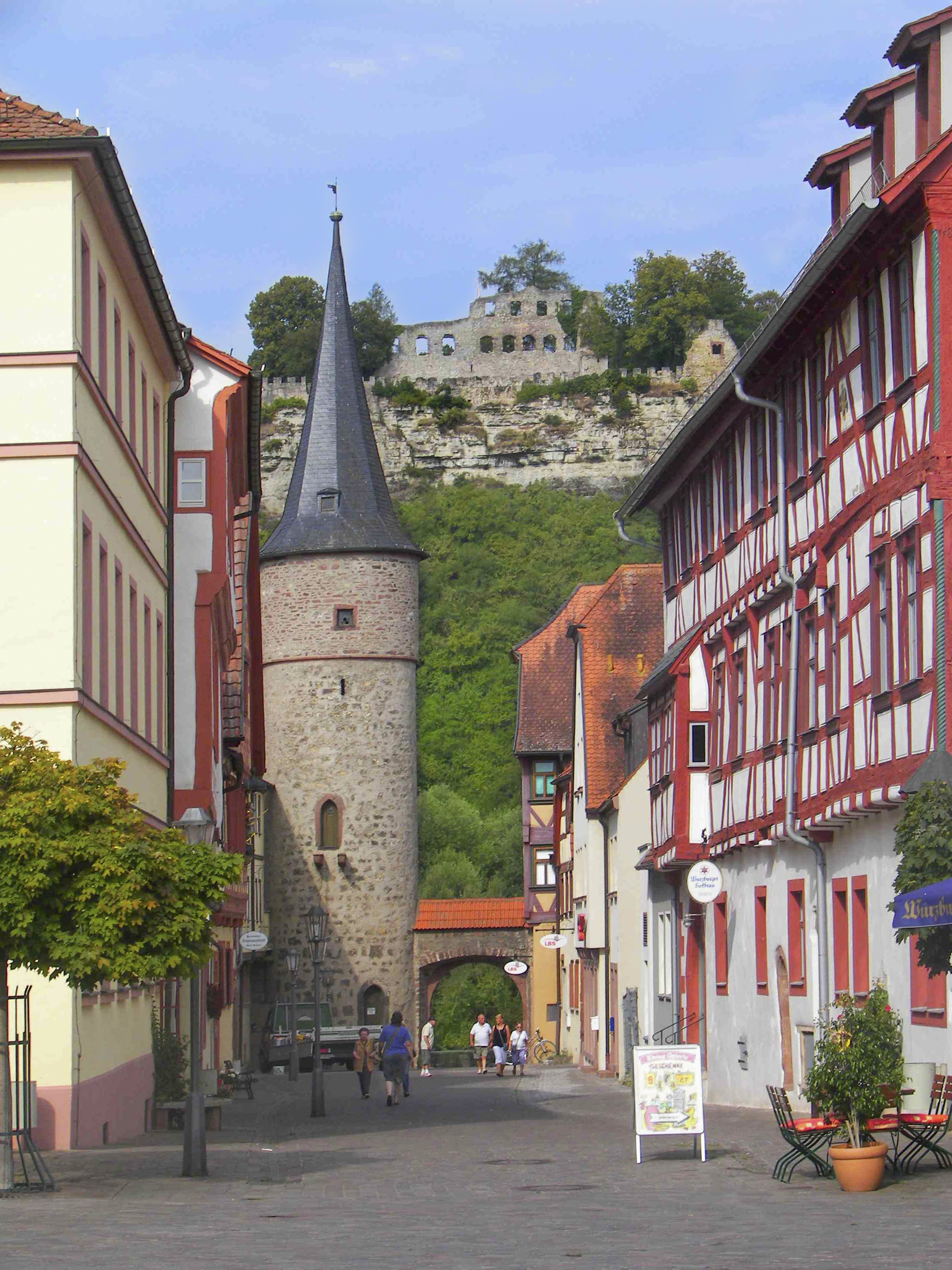
Karlstadt, Maintorturm und Maintor
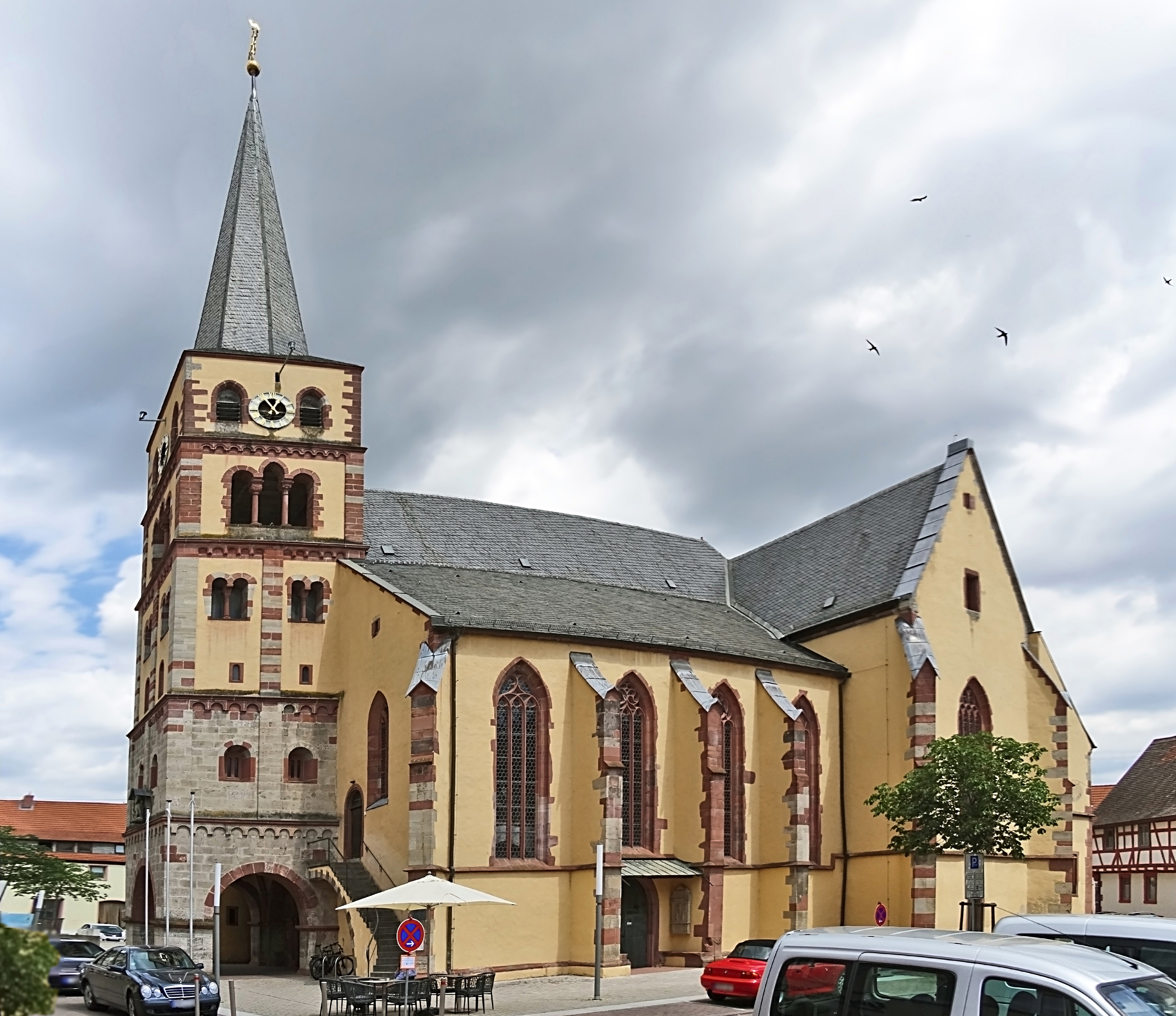
Katholische Stadtpfarrkirche St. Andreas
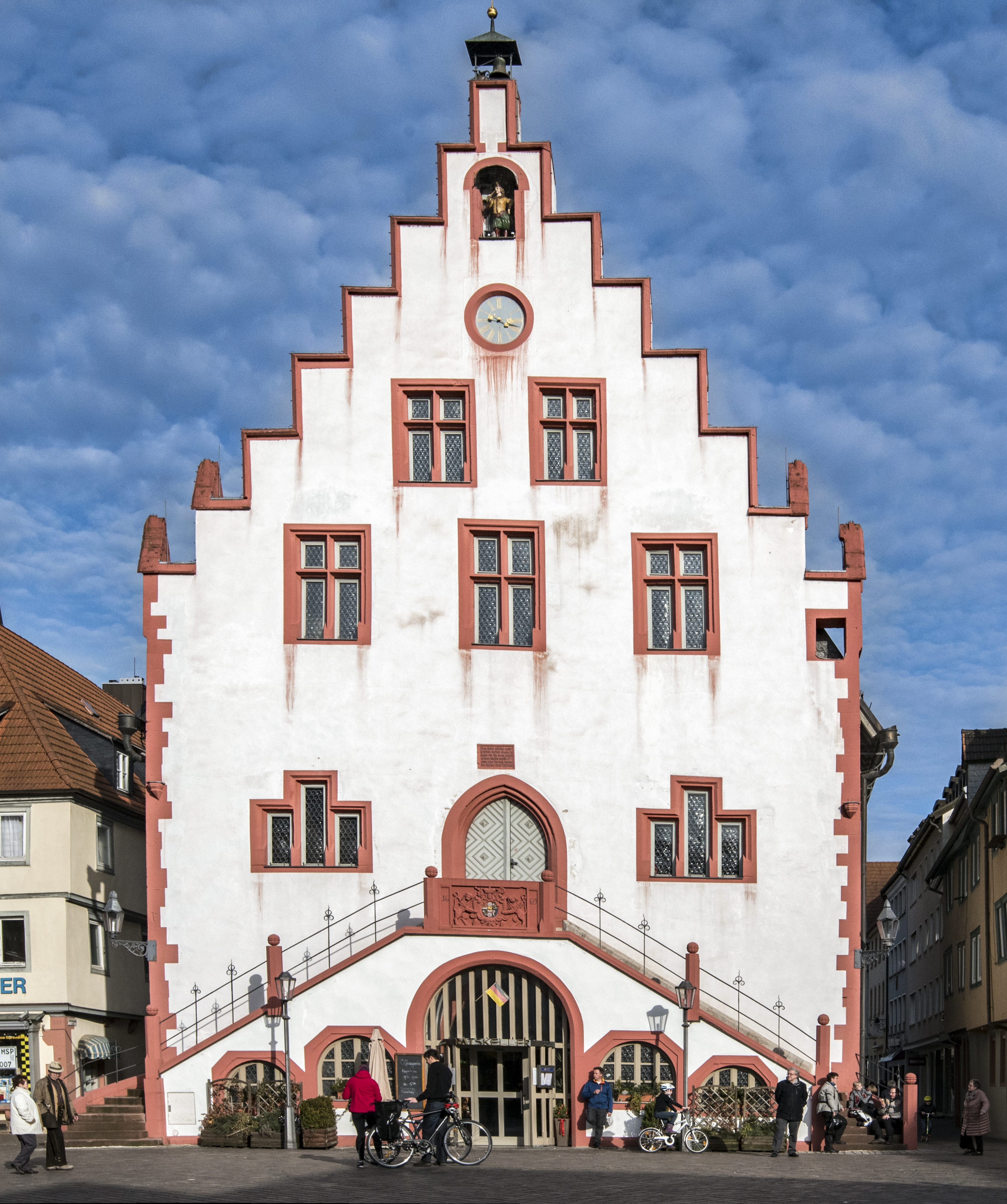
Historisches Rathaus mit Wappen von Fürstbischof Johann Philipp von Schönborn
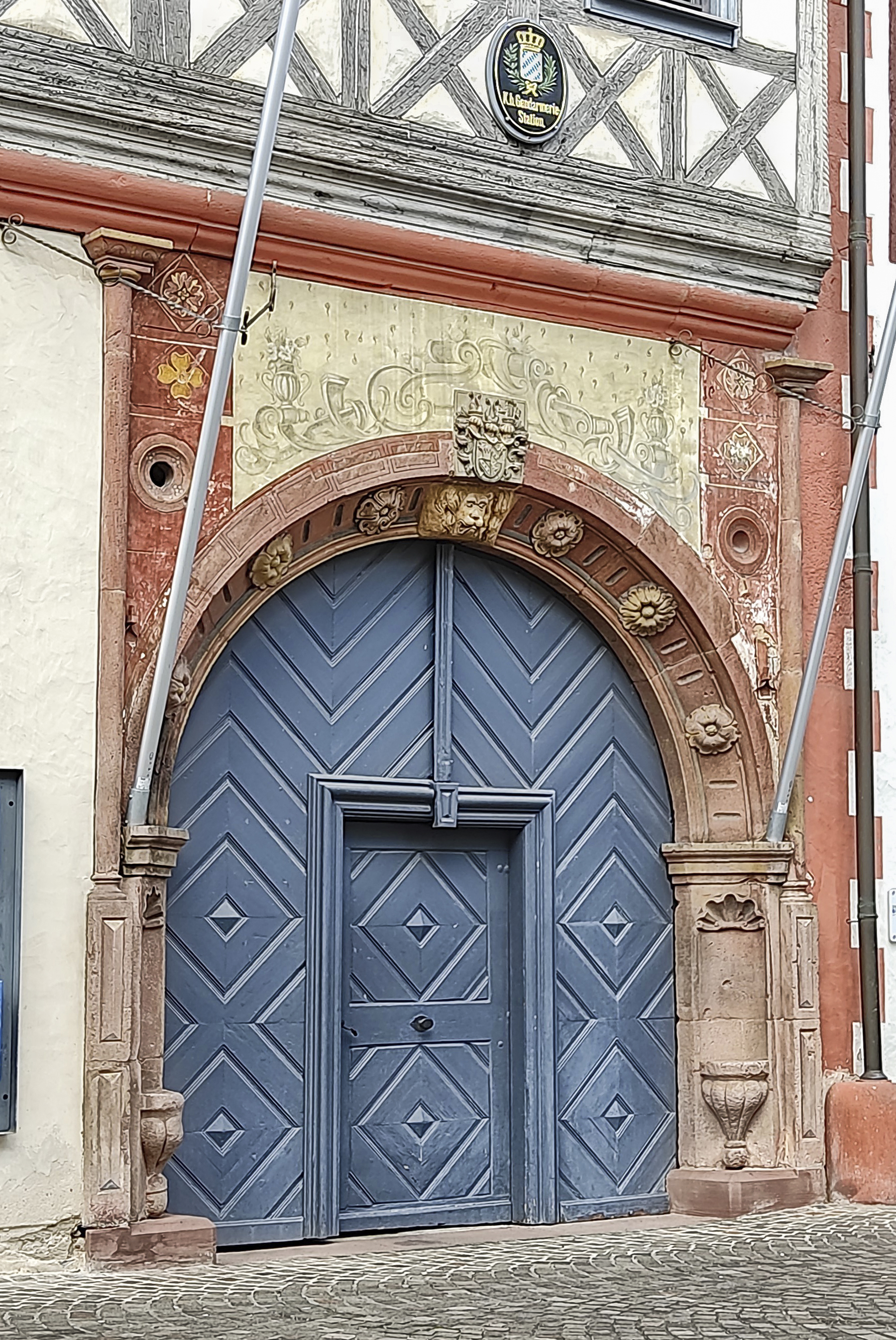
Eingang zur ehemaligen Amtskellerei, jetzt Polizeiinspektion
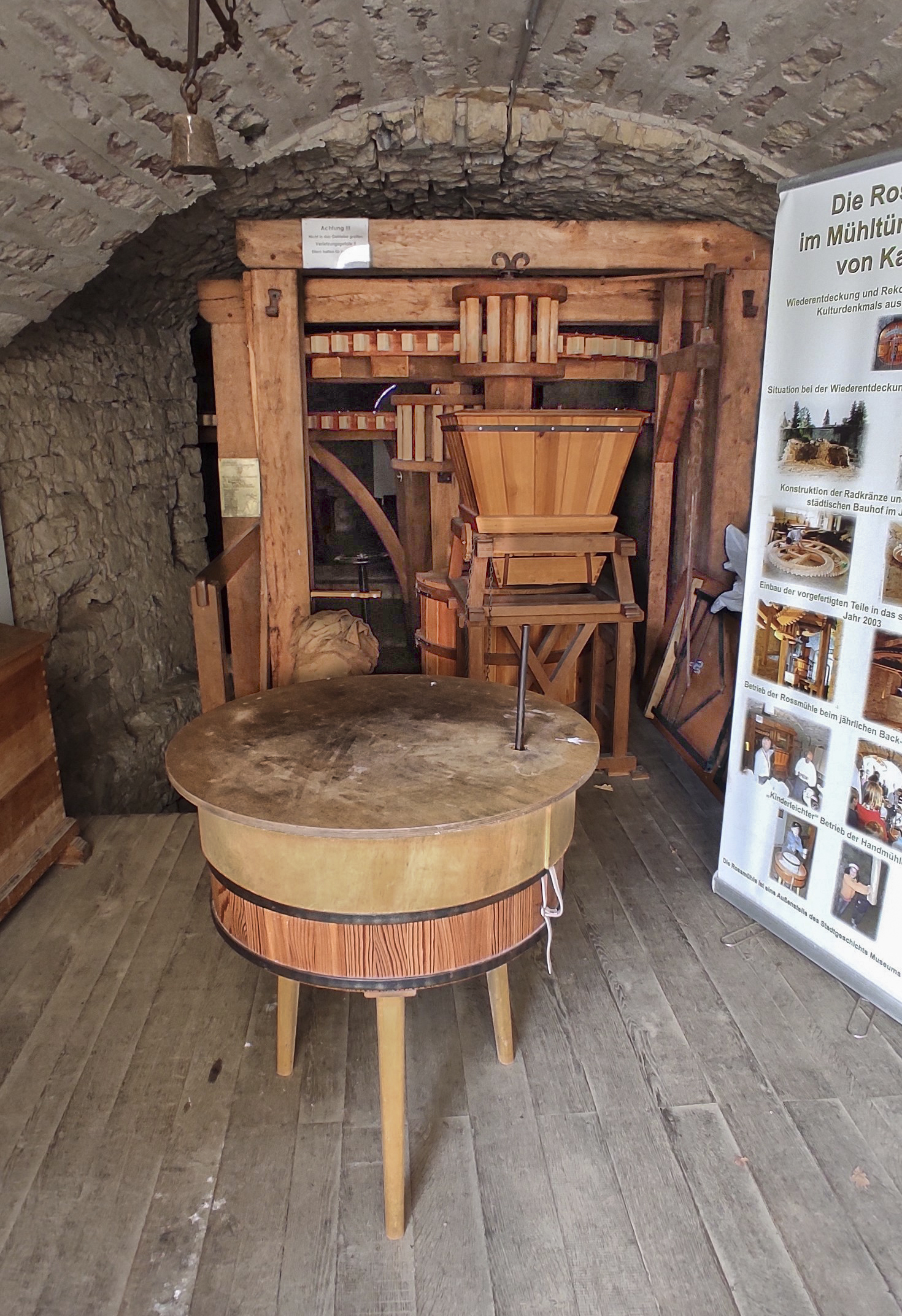
Die Rossmühle an der südlichen Stadtmauer

## Wirtschaft und Infrastruktur

### Verkehr
- Der Bahnhof Karlstadt (Main) liegt an der Main-Spessart-Bahn (Würzburg–Aschaffenburg) und wurde am 1. Oktober 1854 eröffnet. Er wird meist stündlich vom Regionalexpress der Linie Würzburg-Frankfurt (Main) und von Regionalbahnen der Linie Würzburg-Gemünden (Main)-Jossa bedient.
- Durch das Gemeindegebiet verläuft die Schnellfahrstrecke Hannover–Würzburg in Nord-Süd-Richtung. Auf dem Gebiet der Gemeinde liegt ein Abschnitt des Mühlbergtunnels und ein Teil der Nantenbacher Kurve.
- Der regionale Busverkehr erfolgt im Rahmen des Verkehrsverbunds Nahverkehr Mainfranken. Seit März 2024 wird in Karlstadt auch ein Bürgerbus betrieben, das „Karschter Büssle“, der auf 6 Linien 45 Haltestellen bedient.
- Außerdem liegt Karlstadt am Knotenpunkt zweier Bundesstraßen, der B 26 und der B 27. Ebenfalls führen die Staatsstraße 2435 und 2438 durch Karlstadt. Die nächsten Autobahnen sind die BAB 3 mit den Anschlussstellen Marktheidenfeld, Rottendorf und Helmstadt, die BAB 7 mit den Anschlussstellen Gramschatzer Wald, Autobahnkreuz Schweinfurt/Werneck und Hammelburg und die BAB 70 mit der Anschlussstelle Autobahnkreuz Schweinfurt/Werneck. Auf zwei Straßenbrücken, der Mainbrücke Karlstadt von 1953 und der nördlich gelegenen Karolingerbrücke, kann der Fluss überquert werden.
- Ferner ist die Stadt auf dem Wasserweg über den Hafen Karlstadt erreichbar.
- In Karlstadt gibt es einen Flugplatz, das Segelfluggelände Karlstadt-Saupurzel. Dieses verfügt über zwei lange, unbefestigte Start- und Landebahnen. Oft starten hier Flüge der allgemeinen Luftfahrt.

### Industrie, Handwerk und Gewerbe

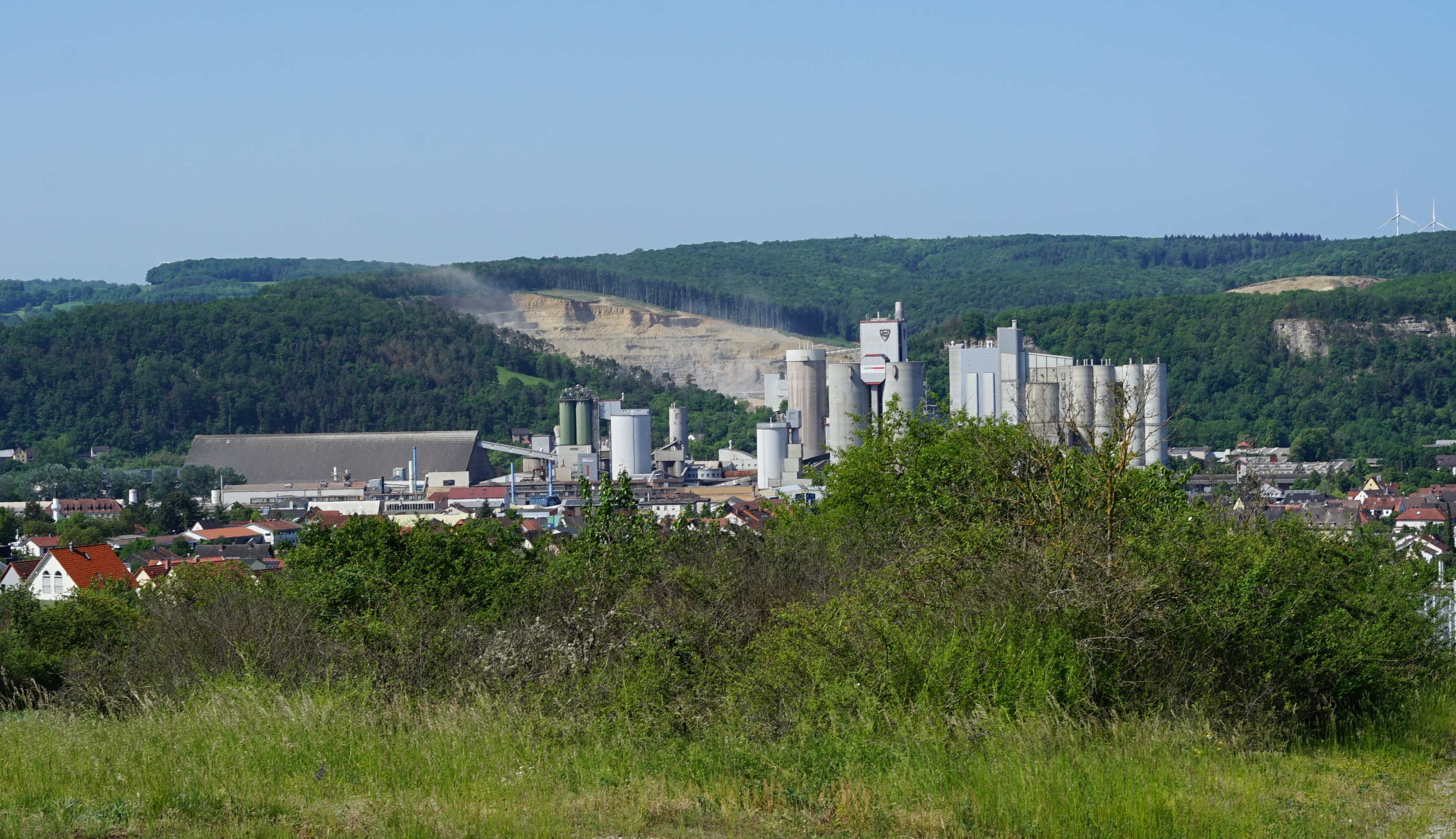
Schwenk-Zementwerk Karlstadt

Die Eisenwerke Düker, das Zementwerk Schwenk Karlstadt und das Furnierwerk Kohl bestimmen den Süden der Stadt. Das Zementwerk Schwenk bezieht den nötigen Kalkstein aus einem Steinbruch auf der anderen Mainseite, der mit dem Werk über einen Bandförderer verbunden ist, der über eine Hängebrücke über dem Main führt. Neben diesen drei großen Industriebetrieben sind auch zahlreiche Handwerksbetriebe in Karlstadt angesiedelt. Weiterer großer Arbeitgeber ist das Landratsamt Main-Spessart. Die meisten Einwohner pendeln jedoch in das 25 Kilometer entfernte Würzburg oder in das ca. 18 km entfernte Lohr am Main.

### Trinkwasserversorgung und Abwasserentsorgung
Die Gewinnung, Aufbereitung und Verteilung des Trinkwassers wird von den Stadtwerken Karlstadt übernommen. Das Trinkwasser für Karlstadt stammt ausschließlich aus Grundwasser. Es wird in den Gewinnungsanlagen Werntal und Wiesenfeld gefördert. Der Hauptort Karlstadt selbst wird durch die Anlage Werntal versorgt.
Im Werntal liegen die Brunnen in der Talaue der Wern nördlich von Thüngen am Fuß des Riedberges. Das Wasser stammt aus dem nördlichen Bereich der mainfränkischen Muschelkalkplatten. Die Brunnen der Anlage Wiesenfeld liegen südlich und südwestlich von Wiesenfeld. Hier stammt das Wasser von der Marktheidenfelder Platte.
Nach der Förderung wird das Wasser direkt in das Leitungsnetz eingespeist. Eine Aufbereitung des Rohwassers wie Belüftung oder Desinfektion ist nicht nötig. Mit einer Gesamthärte von 19,5 bzw. 25,7 °dH (Gewinnungsanlage Wiesenfeld bzw. Werntal) fällt das Wasser in den Härtebereich „hart“. Der Brutto-Verbrauchspreis liegt bei 3,01 Euro je Kubikmeter. Im Jahr 2016 hatten 99,7 % der Einwohner Karlstadts einen Anschluss an das Trinkwassernetz.
Die Ableitung und Reinigung des anfallenden Abwassers fällt ebenfalls in den Zuständigkeitsbereich der Stadtwerke Karlstadt. 99,3 % der Stadtbewohner waren 2016 an die 130 Kilometer lange Kanalisation angeschlossen. Das Abwasser wird in vier eigenen Kläranlagen gereinigt. Die Hauptkläranlage in Karlstadt  hat eine Kapazität von 19.500 Einwohnerwerten und behandelt das Abwasser von Karlstadt, Gambach, Karlburg, Laudenbach und Mühlbach im Belebtschlammverfahren. Das gereinigte Abwasser wird in den Main eingeleitet. Für den Stadtteil Wiesenfeld steht eine belüftete Abwasserteichanlage  mit 2.300 EW zur Verfügung. Sie besteht aus 3 belüfteten Teichen und einem Nachklärteich und leitet in den Ziegelbach ein. Die im Trennsystem entwässerten Weiler Erlenbach und Rettersbach haben je eine Kompaktanlage, die 2012/2013 errichtet wurden (Erlenbach: , Rettersbach: ). Das Abwasser von Stetten und Heßlar wird über die Kläranlage von Thüngen entsorgt.

### Medien
Der Sendeturm „Langer Karl“ östlich der Stadt dient zur Verbreitung von Radio Charivari auf 88,6 MHz mit 50 Watt ERP.

### Tourismus
Besonders in den Sommermonaten ist die Altstadt ein beliebtes Ziel von Radtouristen, die sowohl über den Werntal-Radweg als auch über den Maintal-Radweg nach Karlstadt gelangen. Durch Karlstadt verläuft auch der Fränkische Marienweg.
Übernachtungsmöglichkeiten bieten drei Hotels, einige Pensionen und ein Campingplatz am Mainufer.

### Veranstaltungen
Seit 1996 findet im Juli am Saupurzel ein „Umsonst & Draussen“-Festival statt, das mit einer Schaumparty verbunden ist.

### Weinbau

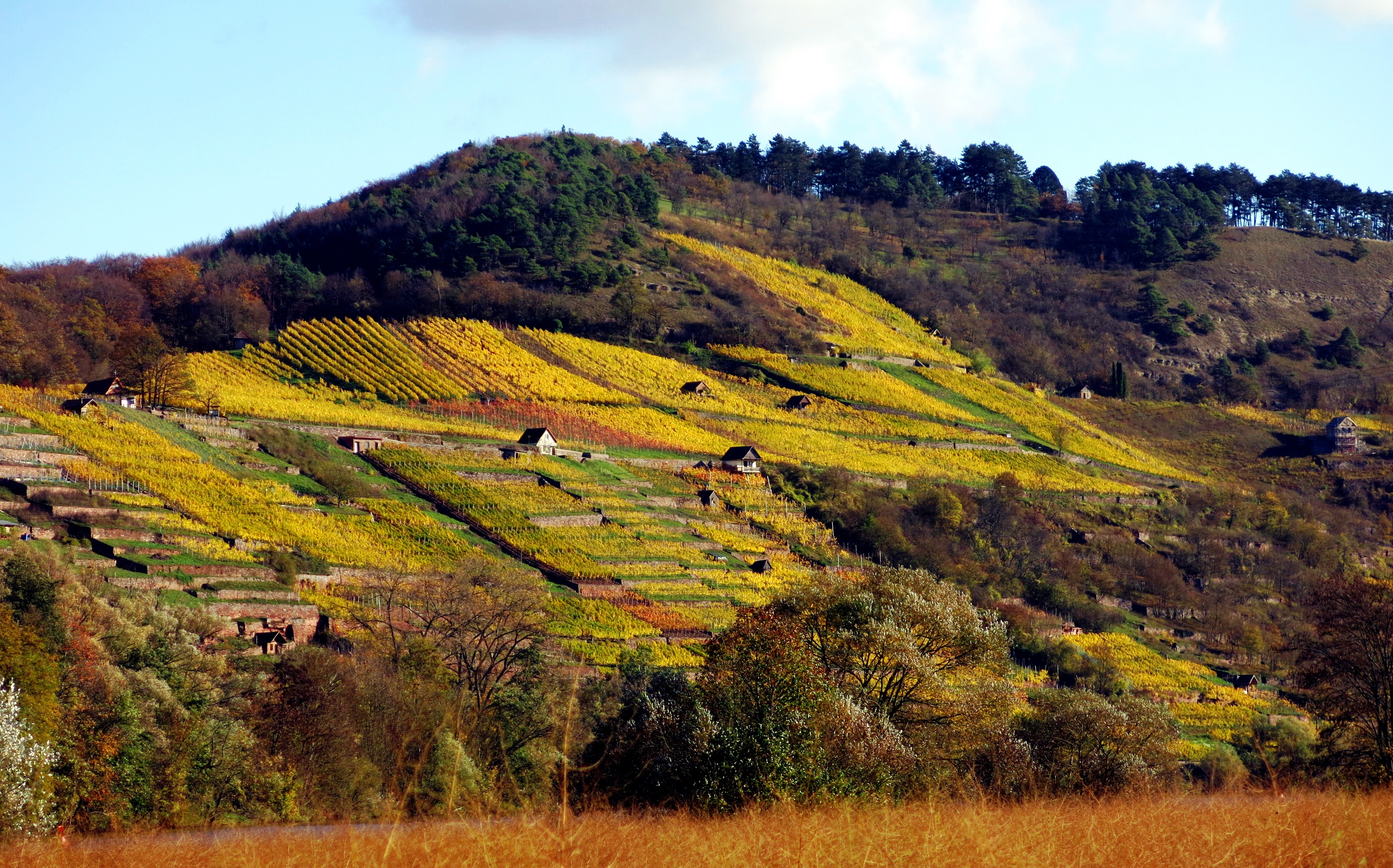
Der Grainberg im Herbst

Nur noch geringe wirtschaftliche, aber hohe kulturelle Bedeutung hat der Weinbau. Auch wenn in Karlstadt nur noch sehr wenig Menschen vom Weinbau leben, ist er für die Selbstwahrnehmung und die lokale Lebensart weiterhin wichtig. Karlstadter Lagen sind der Roßtal (Großlage) und Im Stein Einzellage. Daneben gibt es weitere Lagen in zahlreichen Ortsteilen, vor allem in Stetten (Stettener Stein) sowie auch am Übergang von Karlstadt zu Gambach an den Westhängen von Grainberg und Kalbenstein.

### Natur
- Naturschutzgebiet Grainberg-Kalbenstein und Saupurzel
- Naturschutzgebiet Mäusberg-Rammersberg-Ständelberg

Diese Trockengebiete um Karlstadt sind die floristisch und faunistisch reichhaltigsten in Bayern. Das NSG Grainberg-Kalbenstein und Saupurzel besitzt außerdem noch einige bemerkenswerte Geotope.

## Bildung
Es gibt folgende Einrichtungen (Stand: 1999):
- Kindergärten: 549 Kindergartenplätze mit 548 Kindern
- Grundschulen: fünf mit 63 Lehrkräften und 1147 Schülern
- Konrad-von-Querfurt-Mittelschule
- Johann-Schöner-Gymnasium: 64 hauptamtliche Lehrkräfte und 823 Schüler (Stand 2021/22)
- Johann-Rudolph-Glauber-Realschule: 613 Schüler (Stand 2012)
- Staatliche Berufsschule Main-Spessart
- Förderschule (Leo-Weismantel-Schule)
- Städtische Sing- und Musikschule: 18 Lehrkräfte und 499 Schüler (Stand Schuljahr 2012/2013)[22]
- Jugendkulturzentrum „Piranha“ mit etwa 10 000 Besuchern im Jahr

Seit dem 7. Juli 2007 tragen alle vier Schulen in Karlstadt den Titel „Schule ohne Rassismus – Schule mit Courage“.

## Sport
In Karlstadt existieren vier Sportvereine. Der TSV Karlstadt bietet Basketball, Handball, Volleyball, Tennis, Leichtathletik und Schwimmen an. Fußball wird vom FV 1920 Karlstadt geboten.
Erfolgreichster Fußballclub ist aber der TSV Karlburg vom gleichnamigen Stadtteil, der in der Bayernliga Nord spielt.

## Persönlichkeiten, Töchter und Söhne
- Johann Schöner (* 16. Januar 1477; † 16. Januar 1547), Mathematiker, Geograph, Kartograph, Astronom und Astrologe
- Andreas Bodenstein (nach seinem Geburtsort auch Karlstadt bzw. in latinisierter Form Carolstadius genannt, * 1486; † 24. Dezember 1541), Reformator
- Johann Draconites (eigentlich Johann Drach, * um 1494; † 18. April 1566), Theologe, humanistischer Philosoph und Reformator
- Michael Beuther (* 18. Oktober 1522; † 27. Oktober 1587), Historiker, Dichter, Jurist und Beamter
- Johann Rudolph Glauber (* 10. März 1604; † 16. März 1670), Apotheker und Chemiker, Entwickler des Glaubersalzes
- Johann Zahn (* 29. März 1641; † 27. Juni 1707), Prämonstratenser-Chorherr, Philosoph, Optiker, Erfinder, Mathematiker und Autor
- Johann Baal (auch Pater Marianus Baal, * 18. Dezember 1657; † 19. Mai 1701), Organist, Kapellmeister und Komponist
- Franz Kaspar Lieblein (* 15. September 1744, † 28. April 1810), Botaniker
- Sebald Brendel (* 8. September 1780; † 21. Dezember 1844), Jurist und Hochschullehrer der Universität Würzburg
- Georg Grandaur (* 11. November 1811; † nach April 1889), Mittelalterhistoriker und Übersetzer
- Philipp Schech (* 25. Dezember 1845; † 2. Juli 1905), Laryngologe in München
- Franz Werthmann (* 13. Oktober 1845 oder 1846; † 23. April 1920), Bürgermeister Wiesenfeld, Reichstags- und Landtagsabgeordneter, geboren im heutigen Stadtteil Wiesenfeld
- Friedrich von Medicus (* 11. November 1847; † 30. März 1904), Bürgermeister von Aschaffenburg
- Georg Josef Bernhard Schäfer (* 20. August 1855; † 26. November 1912), Maler
- Adalbert Baumann (* 10. Februar 1870; † 6. Dezember 1943), Politiker der Demokratisch-sozialistischen Bürgerpartei München
- Hans Löffler (* 22. Juni 1872; † 7. September 1955), deutscher Verwaltungsjurist und Kommunalpolitiker, Oberbürgermeister von Würzburg
- Karl Oskar Keller (* 4. April 1877; † 4. Dezember 1942), Generalstaatsanwalt beim Verwaltungsgerichtshof München
- Franz Sperr (* 12. Februar 1878; † 23. Januar 1945 Hinrichtung in Berlin-Plötzensee), Jurist und Mitglied des Widerstands im Dritten Reich
- Wilhelm Muehlon (* 31. Oktober 1878; † 5. Februar 1944), deutscher Diplomat, bis 1914 Abteilungsleiter der Firma Krupp
- Heinrich Endres (* 7. August 1888; † 14. Oktober 1969), Bibliothekar
- Hermann Sendelbach (* 8. April 1894; † 12. Juni 1971), Schriftsteller, Dichter, geboren im Weiler Erlenbach
- Werner Beuschlein (* 29. August 1908; † 1. September 1956), Polizeidirektor in Kaiserslautern, SS-Führer
- Theodor Weissenberger (* 21. Dezember 1914; † 11. Juni 1950), hochdekorierter Jagdflieger im Zweiten Weltkrieg, geboren in Mühlbach
- Armin Mehling (* 3. August 1924; † 19. Dezember 2008), Apotheker und Maler
- Armin Gehret (* 26. Oktober 1923; † 12. Juli 2019), Maler, Cartoonist und Zeichner
- Werner Hofmann (* 30. April 1925; † 18. Januar 2003), Kommunalpolitiker und Mitglied des Bayerischen Landtags
- Ruth Westheimer (* 4. Juni 1928 als Karola Siegel; † 12. Juli 2024), deutsch-amerikanische Sexualtherapeutin, geboren im heutigen Stadtteil Wiesenfeld
- Odo Haas (* 4. März 1931 als Walter Haas; † 17. Februar 2019), Benediktiner und Abt des Benediktinerklosters Waegwan in Südkorea
- Susanne Kastner, geborene Baumgärtel (* 11. Dezember 1946), SPD-Politikerin im Seeheimer Kreis
- Detlef Wagenthaler (* 1. August 1948; † 23. September 2007), Karnevalist, geboren in Aschaffenburg, in Karlstadt aufgewachsen und verstorben
- Heinrich Georg Lummel (* 23. Juli 1941; † 17. September 2014), erfolgreicher Handwerksunternehmer, Träger des Bundesverdienstkreuzes
- Reinhard Gehret (* 14. Juni 1949; † 16. April 1986), Schriftsteller
- Roland Büchner (* 16. Februar 1954), Regensburger Domkapellmeister, Dirigent, Leiter der Regensburger Domspatzen
- Rainer Münzel (* 9. April 1956), Diplomat
- Horst Wittstadt (* 1964), Steinmetz, Steinbildhauer, Umweltaktivist, Kommunalpolitiker
- Thomas Goletz (* 13. Oktober 1966), Grafiker, Illustrator, Texter, Musiker und Schöpfer der Diddl-Maus
- Lilo Kunkel (* 1975), Organistin und Musikwissenschaftlerin
- Sabine Sitter (* 1975), Kommunalpolitikerin (CSU), Landrätin des Landkreises Main-Spessart
- Max Grün (* 5. April 1987), Fußballprofi und Torwart des SV Viktoria Aschaffenburg
- Fabienne Engels, geborene Kohlmann (* 6. November 1989), deutsche Leichtathletin, mehrfache deutsche Meisterin über 800 m, geboren in Würzburg, tritt für LG Karlstadt-Gambach-Lohr an
- Sebastian Fries (* 24. Januar 1993), Fußballspieler beim TSV Karlburg
- Niklas Weißenberger (* 1993), Fußballspieler
- Jana Schneider (* 11. April 2002), Schachspielerin
- Seyhan Yiğit (* 2003), Fußballspieler bei SV Waldhof Mannheim
- Fast Boy, Duo der elektronischen Tanzmusik